# Harney megye
Harney megye az Amerikai Egyesült Államokban, azon belül Oregon államban található. Megyeszékhelye és legnagyobb városa Burns. Lakosainak száma 7495 fő (2020. április 1.).

## Szomszédos megyék
- Crook megye (északnyugat)
- Grant megye (észak)
- Malheur megye (kelet)
- Humboldt megye (dél)
- Washoe megye (délnyugat)
- Lake megye (nyugat)
- Deschutes megye (északnyugat)

## Népesség
A megye népességének változása:
| Lakosok száma | 7397 | 7368 | 7228 | 7146 | 7200 | 7495 |
|               | 2010 | 2011 | 2012 | 2013 | 2015 | 2020 |